# Victor Vlam
Victor Vlam (Eindhoven, 1984) is een Nederlandse mediacommentator, amerikanist en communicatie-expert. Hij is onder meer bekend van zijn optredens in televisieprogramma's als Vandaag Inside en De Oranjezomer.

## Biografie
Vlam woonde zeven jaar in de Verenigde Staten. Als kind verbleef hij in de staat New York, omdat zijn vader werkte bij de Verenigde Naties. Ook woonde hij in Virginia Beach, in de buurt van een NAVO-basis.
Aan Tilburg University studeerde Vlam rechten. Als student behaalde hij de halve finale van het wereldkampioenschap debatteren. Ook was hij voorzitter van De Nederlandse Debatbond.
In 2008 en 2012 voerde Vlam campagne voor de in de verkiezingen van die jaren tot president gekozen Barack Obama. Met Adriaan Andringa en Bertine Moenaff schreef hij voor de DeJaap-titel WarRoom in 2012 over de electies van dat jaar.
Over de latere president Donald Trump en zijn handelwijzen schreef Vlam twee boeken. Denken als Donald Trump verscheen in 2018. In 2019 volgde Donald Trump is niet gek, in samenwerking met Maarten Kolsloot. Datzelfde jaar werd Vlam opgenomen in het Guinness Book of World Records, omdat zijn in 2002 gestarte collectie van titelmuziek van nieuwsprogramma's de grootste ter wereld is.
Vanaf 2021 maakte Vlam met Lars Duursma de wekelijkse podcast De Communicado’s, waarin media, politiek en communicatie centraal stonden. Duursma en Vlam trokken ook samen langs Nederlandse schouwburgen met hun interactieve theatercollege Talkshow: Nieuws of Entertainment. In 2025 ging Vlam solo verder met de podcast, onder de titel Victor Duidt TV.